# Andrea Geissbühler

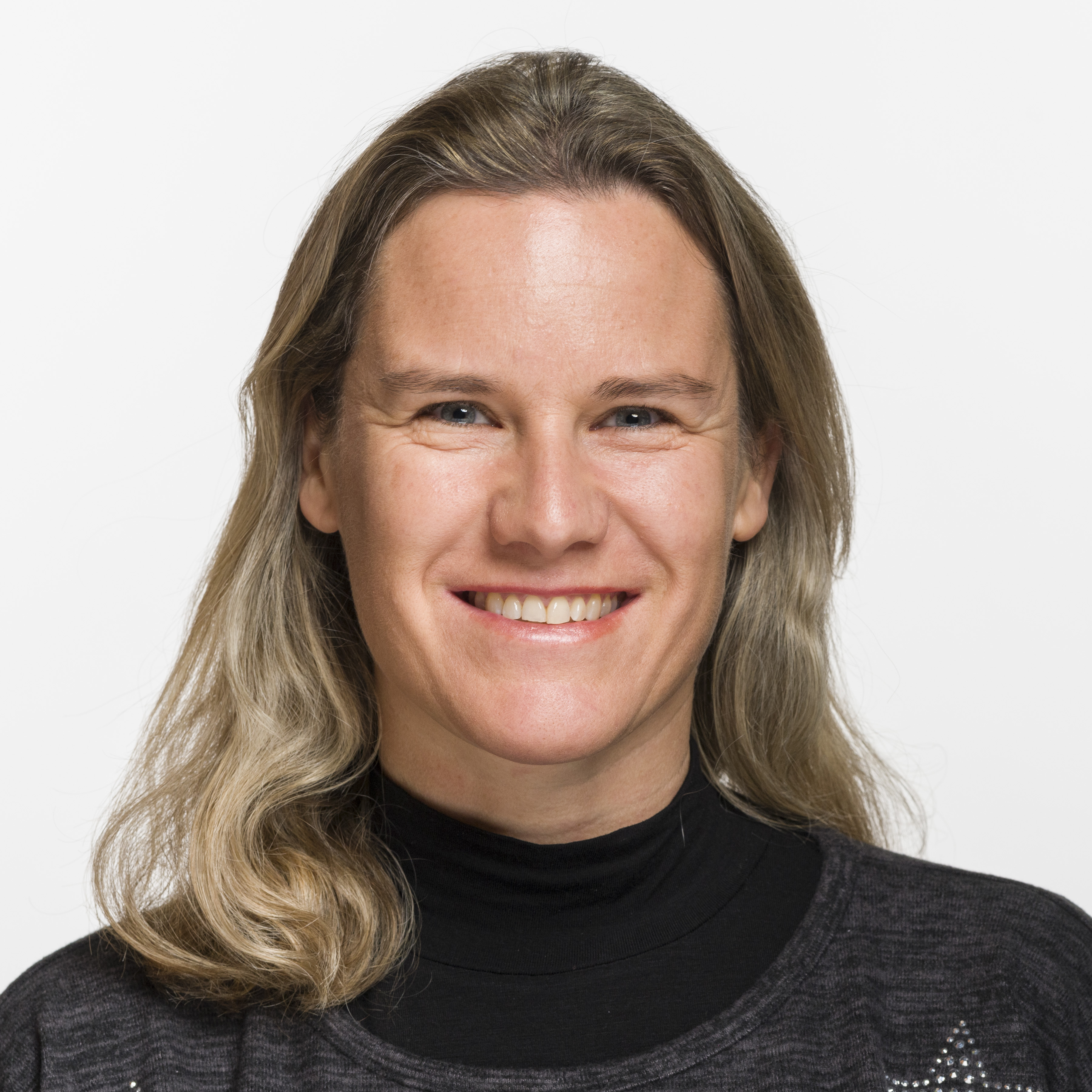
Andrea Geissbühler (2019)

Andrea Martina Geissbühler (* 3. August 1976 in Bern; heimatberechtigt in Lauperswil) ist eine Schweizer Politikerin (SVP).

## Leben
Geissbühler war seit den Wahlen vom 21. Oktober 2007 im Nationalrat für den Kanton Bern. Dort gehörte sie der Kommission für Rechtsfragen an, zuvor der Sicherheitspolitischen Kommission (SiK), der Geschäftsprüfungskommission (GPK) und der Staatspolitischen Kommission.
Sie war Mitglied der 2013 auf Initiative der Getränkehersteller gegründeten Lobbygruppe für Süssgetränke «IG Erfrischungsgetränke». und verschiedener parlamentarischer Gruppen, unter anderem war sie zuletzt Vize-Präsidentin der parlamentarischen Gruppe Polizei und Sicherheitsfragen, Co-Präsidentin der Gruppe für Drogenpolitik, Co-Präsidentin der Gruppe Biodiversität/Artenschutz sowie Co-Präsidentin der Damen-Sportgruppe.
Von ihren Vorstössen wurde einzig die Motion «Zugriff seitens der Polizei auf die ISA-Datenbank» vom National- und vom Ständerat angenommen (Stand Ende 2022).
Bei den Schweizer Parlamentswahlen 2023 konnte sie wegen der SVP-internen Amtszeitbeschränkung von 16 Jahren nicht mehr antreten, weshalb ihre Mutter Sabina Geissbühler-Strupler, die bis 2021 im Grossen Rat des Kantons Bern politisiert hatte, von der SVP nominiert wurde. Sie wurde jedoch nicht gewählt.
Andrea Geissbühler ist Mitglied im Stiftungsrat der Stiftung «Ombudsman der Privatversicherung und der SUVA», Mitglied im Zentralvorstand von Pro Life sowie Präsidentin beim «Dachverband Drogenabstinenz Schweiz».
Die Polizistin (bis 2013), Kindergärtnerin und Reitpädagogin ist seit 2012 verheiratet und hat zwei Töchter und einen Sohn. Sie wohnt in Bäriswil.